# Koichiro Mitani
Koichiro Mitani –en japonés, 三谷 浩一郎, Mitani Koichiro– (18 de noviembre de 1968) es un deportista japonés que compitió en judo. Ganó una medalla de oro en el Campeonato Asiático de Judo de 1993, en la categoría de +95 kg.

## Palmarés internacional
| Campeonato Asiático | Campeonato Asiático | Campeonato Asiático | Campeonato Asiático |
| Año                 | Lugar               | Medalla             | Categoría           |
| ------------------- | ------------------- | ------------------- | ------------------- |
| 1993                | Macao (Portugal)    | Medalla de oro      | +95 kg              |